# 天主教若阿萨巴教区
天主教若阿薩巴教區（拉丁語：Dioecesis Ioassabensis），是巴西一個天主教教區，位於聖卡塔琳娜州中西部。屬弗洛里亞諾波利斯總教區。
教區成立於1975年6月12日。2006年有教友225,000人，佔總人口72.6%。有廿四個堂區、司鐸卅八人。現任教區主教為馬里奧·馬奎斯。